# Zanda (Kreis)

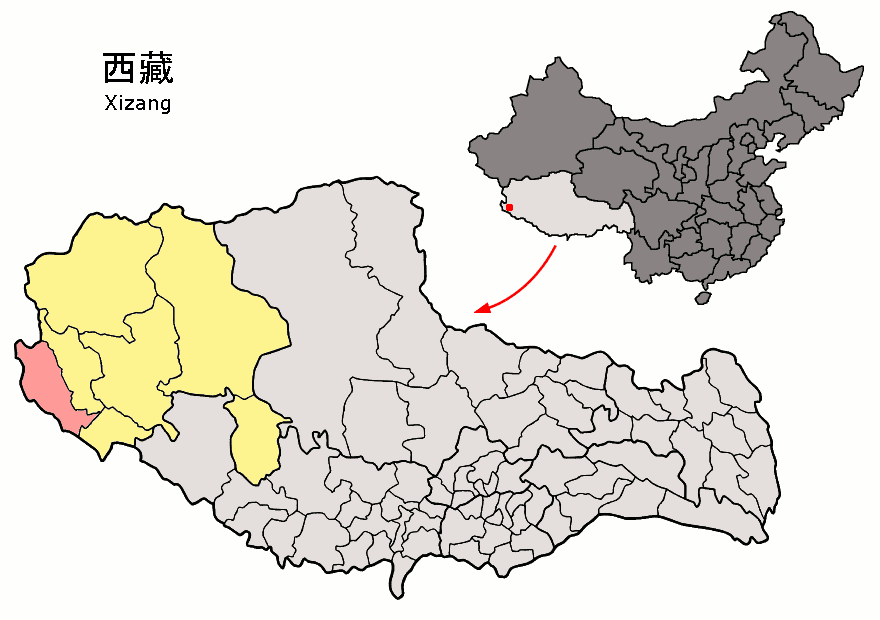
Lage des Kreises Zanda (rosa) im Regierungsbezirk Ngari (gelb)

Zanda (Tsada Dzong, རྩ་མདའ་རྫོང, Umschrift nach Wylie rtsa mda’ dzong; chinesisch 札达县, Pinyin Zhádá Xiàn) ist ein Kreis des Regierungsbezirks Ngari (chin. Ali) im Westen des Autonomen Gebiets Tibet der Volksrepublik China. Die Fläche beträgt 21.874 Quadratkilometer und die Einwohnerzahl 8.454 (Stand: Zensus 2020). 1999 zählte Zanda 5.624 Einwohner.
Die Guge-Ruinen und das Toding-Kloster (Tholing-Kloster) stehen auf der Liste der Denkmäler der Volksrepublik China.

## Administrative Gliederung
Auf Gemeindeebene setzt sich der Kreis aus einer Großgemeinde und fünf Gemeinden zusammen. Diese sind (Pinyin/chin.):
- Großgemeinde Tuolin 托林镇

- Gemeinde Xiangzi 香孜乡
- Gemeinde Qusong 曲松乡
- Gemeinde Diya 底雅乡
- Gemeinde Sarang 萨让乡
- Gemeinde Daba 达巴乡